# Zalabaksa, Zala
Zalabaksa  este un sat în districtul Lent, județul Zala, Ungaria, având o populație de 728 de locuitori (2011). 

## Demografie
Componența etnică a satului Zalabaksa
     Maghiari (93,49%)
     Romi (4,67%)
     Germani (1,84%)
Componența confesională a satului Zalabaksa
     Romano-catolici (68,41%)
     Reformați (4,12%)
     Fără religie (1,1%)
     Necunoscută (25,14%)
     Alte religii (1,92%)
Conform recensământului din 2011, satul Zalabaksa avea 728 de locuitori. Din punct de vedere etnic, majoritatea locuitorilor (93,49%) erau maghiari, existând și minorități de romi (4,67%) și germani (1,84%).  Din punct de vedere confesional, majoritatea locuitorilor (68,41%) erau romano-catolici, existând și minorități de reformați (4,12%) și persoane fără religie (1,1%). Pentru 25,14% din locuitori nu este cunoscută apartenența confesională.